# 釜揚げうどん

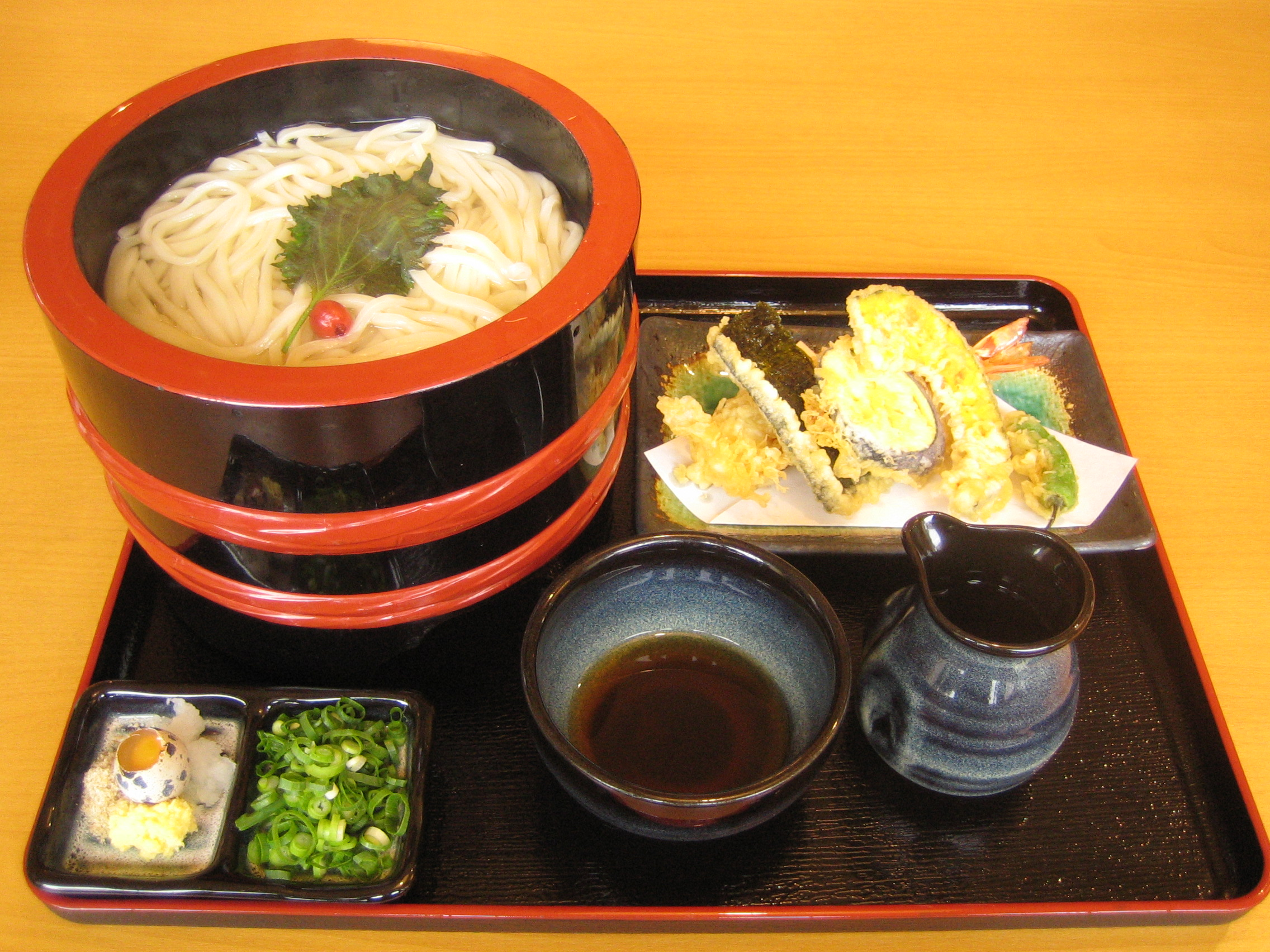
釜揚げうどん、天ぷら付

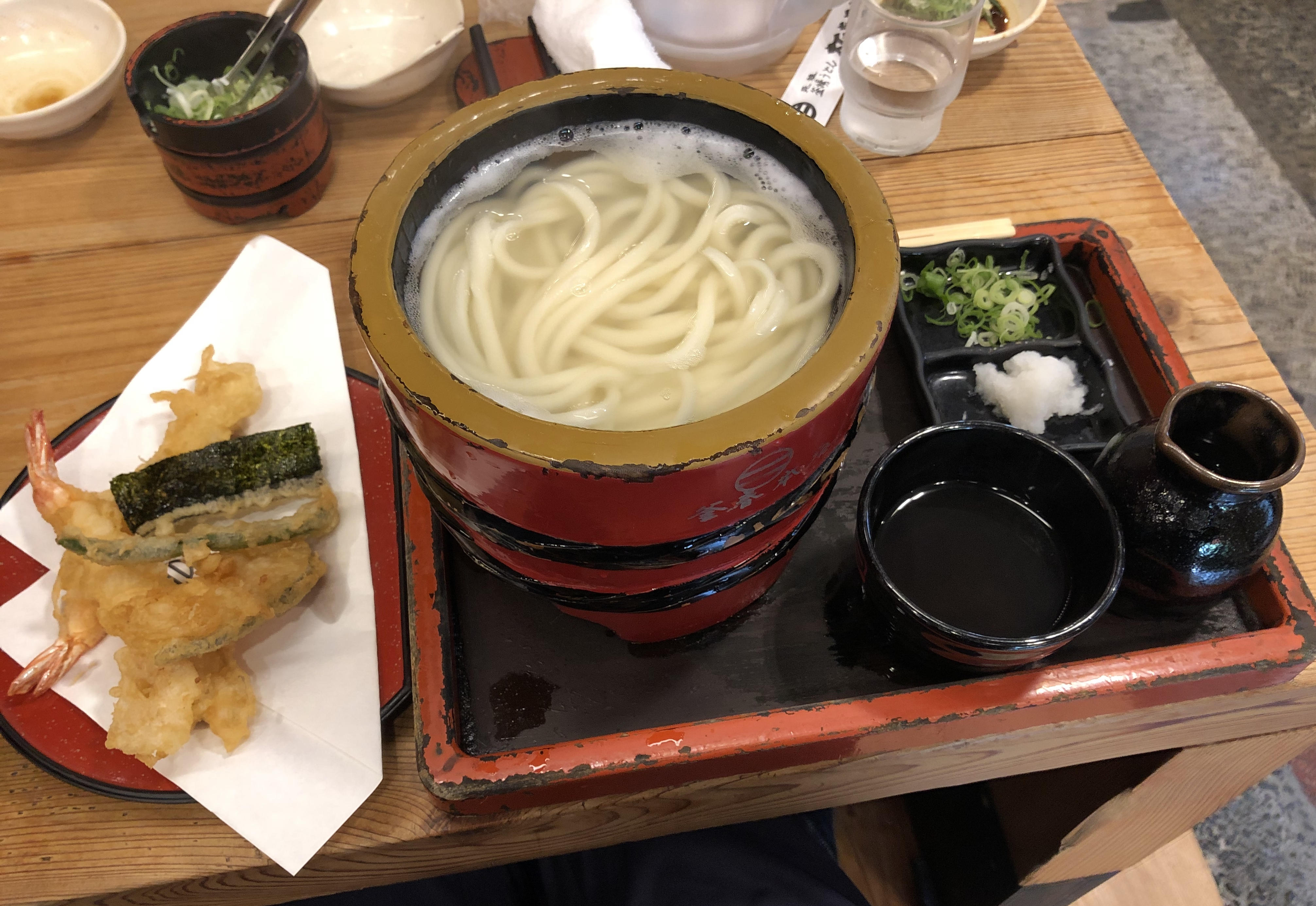
釜揚げうどん、天ぷら付（愛知県）

釜揚げうどん（かまあげうどん）は、うどんの食べ方の1種である。茹であげたうどんを水で〆ず、熱いままで汁などで調味して食べる。

## 概要
茹でてから水で締めた通常のうどんと異なり、コシやエッジがなく、表面にはぬめりがある。うどん内部の熱によってデンプンのアルファ化が進行するため、放置すれば時間の経過とともに食感が変化していく。
一般のうどん店では、うどんを茹で汁と一緒に桶に盛り、ざるうどんのように猪口に入れたつゆと共に供される。
讃岐うどんの製麺所や家庭などでは、鍋から直接丼鉢に手繰り寄せ、その上からめんつゆや生醤油をかけて食べることもある（釜ぶっかけ、釜醤油）。
また、生卵を加えたものは釜玉うどんと呼ばれる。

### 湯だめうどん
湯だめうどんは、茹でた後に水で締め、ぬめりを取ったうどんを再度湯通しし、桶に張った湯に入れた温かい状態で供される。外見上は釜揚げうどんと同じだが、水で締める工程が入るため食感は通常の温うどんと同じである。麺の状態は茹で置き時間によって大きく異なる。